# 2008 TC3
2008 TC3は、2008年10月7日の協定世界時2時46分（現地時間5時46分、日本時間11時46分）に地球の大気圏に突入し、スーダンのヌビア砂漠上空37km付近（成層圏）で爆発した、推定直径2mから5m、推定質量約8トンの微小天体（流星体）である。これは史上初の「地球の大気圏と衝突する前に発見された天体」であり、スペースガードとして知られる地球近傍天体の検出と追跡のプロセスが実地で試されることとなった。

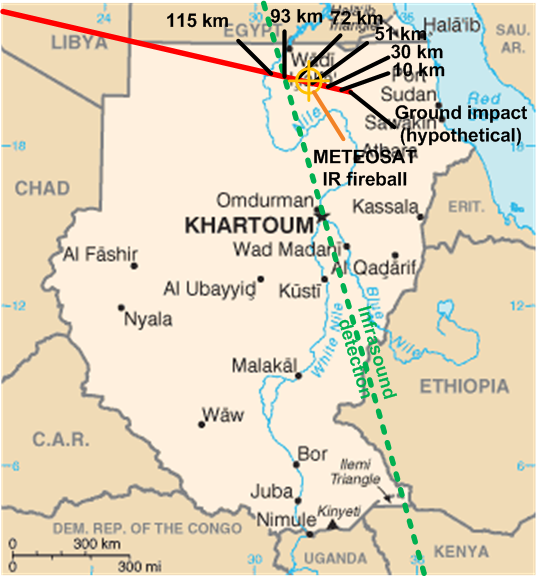
スーダン上空における流星体の推定飛行経路。赤の線は軌道（東端はそのまま飛び続けた場合の地上への落着点）。緑の線は爆発による低周波音の届いた方角。オレンジの印はメテオサットが撮影した火球の位置。ナイル川上空を通過した地点から数箇所での推定高度が表記してある。

2008年12月から行われた現地調査によって、280個、約4kgの破片が回収され、アルマハータ・シッタ隕石 (Almahata Sitta meteorite) と名付けられた。これらはユレイライトと呼ばれる、微小ダイヤモンドを含んだ珍しいタイプの隕石である。

## 発見
この微小天体は、大気圏に突入する約20時間前の10月6日6時39分、リチャード・コワルスキーによって、アメリカ合衆国アリゾナ州ツーソンの北にあるレモン山天文台のカタリナ・スカイサーベイ用1.5m望遠鏡を用いて発見された。
19時間足らずの間に、27組のアマチュアまたはプロの観測者によって586回の視差測定と多数の写真観測が行われ、小惑星センターに報告された。それらの観測を元に、11時間で25本の小惑星電子回報が発行され、その度に軌道が更新された。ピサ大学の「CLOMON 2」半自動追跡システムとジェット推進研究所の「Sentry」システムが衝突を予測した。カナリア諸島のラ・パルマにある4.2mのウィリアム・ハーシェル望遠鏡を用いて行われた分光観測は、C型ないしM型小惑星のものと一致した。
10月7日1時49分、微小天体は地球の影に入り、観測不能になった。
2008 TC3の母天体の候補としてはアポロ群の小惑星 (152679) 1998 KU2が挙げられていたが、原始惑星由来であるともされる。中野主一は、もし地球に落下せず、ぎりぎりのところを通過した場合は、地球の重力による摂動でアテン群の軌道に遷移したと推測している。

## 爆発
微小天体は、スーダン北部の上空で、秒速12.8km（時速2万9千マイル）で流星のように大気圏に突入したことが確認された。方位角281度（西微北）、地平線に対して19度の方向から飛来してきたと推定される。
この流星体は早朝の空でTNT換算2.1キロトン相当の爆発を起こし、大きな火球 (large fireball or bolide) を発生させた。そこはほとんど人が住んでいないヌビア砂漠の僻地だったが、1,400km離れたチャド上空を飛行していたKLM機の乗員が激しい閃光を目撃している。欧州気象衛星開発機構 (EUMETSAT) のメテオサット8号が、解像度の低い画像で火球を捉えていた。その画像によれば、火球の位置は北緯21度東経32.15度である。ケニヤの低周波音検出アレイは、TNT換算1.1～2.1キロトン相当の爆発によると思われる衝撃波を捉えた。この規模の隕石は、1年に2個か3個の割合で地球に落下している。
微小天体の軌道は北緯20.3度東経33.5度付近で地球の表面と接することが示されていたが、実際にはそこより100から200km西かつナイル川よりやや東、エジプトとスーダンの国境より100kmほど南の上空で爆散したと考えられる。
アメリカ合衆国政府の発表によれば、アメリカの衛星による観測では、2時45分40秒（協定世界時）に、北緯20.9度東経31.4度、高度65.4kmで火球が出現し、北緯20.8度東経32.2度、高度37kmで爆発したという。

## 破片の回収

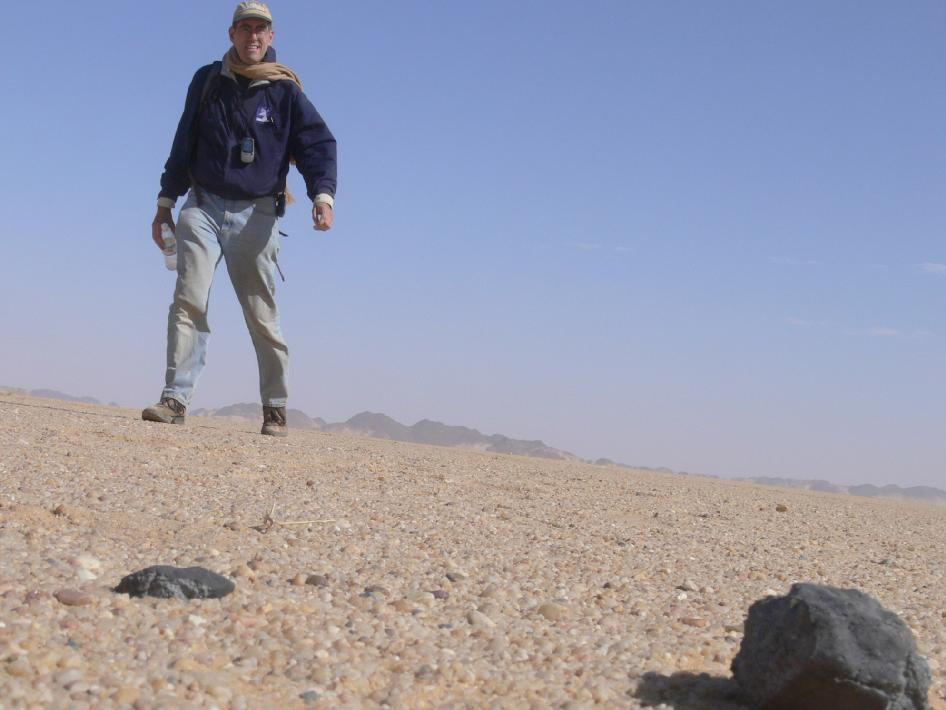
2009年2月28日に、スーダンのヌビア砂漠でピーター・ジェニスケンスらが発見したの破片。

### 調査
2008年12月6日から現地調査が行われ、280個、約4kgの破片が回収された。それらはヌビア砂漠を縦断している鉄道線の最寄駅から“アルマハータ・シッタ（アラビア語で「6番駅」の意）隕石”と名付けられた。この調査はカリフォルニア州のSETI研究所のピーター・ジェニスケンスとハルツーム大学のムアーウィア・シャッダードの下で、同大学の学生・職員たちによって行われた。調査を始めてから3日の間に最初の15個の隕石が見つかった。調査は多くの目撃者へのインタビューと、カリフォルニア州パサデナのジェット推進研究所が作成した目標地域の地図に基いて行われた。これら以前にも空で目撃された火球の破片が発見されることはあったが、地球に衝突する前に宇宙空間で捕捉された物体の破片が発見されたのはこれが初めてである。

### 分析
アルマハータ・シッタ隕石のサンプルは、分析のためにカリフォルニア州のエイムズ研究センター、ヒューストンのジョンソン宇宙センター、ワシントン・カーネギー協会、ニューヨークのフォーダム大学などに送られた。分析結果は、炭化物の粒を多量に含む、珍しい、非常に粒子の細かい、空隙率が30%前後の、多種混合角礫岩ユレイライトの端成分エコンドライトであることを示している。反射スペクトルはF型小惑星のようである。
このような組成の物質は、直径が少なくとも100km以上ある天体の内部で結晶分化作用により形成されたと考えられる。